# 西志津
西志津（にししづ）は、千葉県佐倉市の町丁。現行行政地名は西志津一丁目から西志津八丁目。郵便番号285-0845。

## 地理
北は井野町、井野、東は上志津、南は上志津原、南西は八千代市勝田、西は八千代市勝田台に隣接している。

## 世帯数と人口
2017年（平成29年）10月31日現在の世帯数と人口は以下の通りである。
| 丁目         | 世帯数    | 人口     |
| ------------ | --------- | -------- |
| 西志津一丁目 | 651世帯   | 1,608人  |
| 西志津二丁目 | 774世帯   | 1,706人  |
| 西志津三丁目 | 684世帯   | 1,558人  |
| 西志津四丁目 | 739世帯   | 1,788人  |
| 西志津五丁目 | 692世帯   | 1,665人  |
| 西志津六丁目 | 391世帯   | 926人    |
| 西志津七丁目 | 535世帯   | 1,315人  |
| 西志津八丁目 | 365世帯   | 932人    |
| 計           | 4,831世帯 | 11,498人 |

## 小・中学校の学区
市立小・中学校に通う場合、学区は以下の通りとなる。
| 地域         | 小学校               | 中学校               |
| ------------ | -------------------- | -------------------- |
| 西志津一丁目 | 佐倉市立西志津小学校 | 佐倉市立西志津中学校 |
| 西志津二丁目 | 佐倉市立西志津小学校 | 佐倉市立西志津中学校 |
| 西志津三丁目 | 佐倉市立西志津小学校 | 佐倉市立西志津中学校 |
| 西志津四丁目 | 佐倉市立西志津小学校 | 佐倉市立西志津中学校 |
| 西志津五丁目 | 佐倉市立西志津小学校 | 佐倉市立西志津中学校 |
| 西志津六丁目 | 佐倉市立西志津小学校 | 佐倉市立西志津中学校 |
| 西志津七丁目 | 佐倉市立西志津小学校 | 佐倉市立西志津中学校 |
| 西志津八丁目 | 佐倉市立西志津小学校 | 佐倉市立西志津中学校 |

## 施設

### 一丁目
- 佐倉西志津郵便局
- 御塚山もえぎ公園
- コブシの広場

### 二丁目
- さくら幼稚園
- 真徳寺
- 専福寺
- 庚申前公園
- 北林すおう公園
- ハナミズキの広場

### 三丁目
- サルスベリの広場
- 西志津スポーツ等多目的広場

### 四丁目
- 佐倉市立西志津中学校
- 佐倉市立志津保育園
- 志津図書館
- 大林やまびき公園
- 萌の広場
- モチノキの広場

### 五丁目
- 西志津さくら自治会館
- 千葉ガス整圧器室
- 大塚あさぎ公園
- 東沢街区公園
- サクラの広場
- 大塚児童公園

### 六丁目
- タイサンボクの広場
- 大堀あかね公園

### 七丁目
- 佐倉市立西志津小学校
- トウカエデの広場

### 八丁目
- 西志津町内集会所
- 南志津公園
- 芋窪ときわ公園
- モクレンの広場

## 交通

### 道路
- 都道府県道
  - 千葉県道155号四街道上志津線